# Saint-Germain-du-Teil
Saint-Germain-du-Teil là một xã ở tỉnh Lozère trong vùng Occitanie, phía nam nước Pháp.